# Snogeröds landskommun
Snogeröds landskommun var en tidigare kommun i förutvarande Malmöhus län. 

## Administrativ historik
Den bildades som så kallad storkommun i samband med kommunreformen 1952 genom sammanläggning av de tidigare kommunerna Bosjökloster, Gudmuntorp och Hurva, samtliga i Frosta härad.
Den ägde bestånd fram till 1969, då den upplöstes och delades. Bosjökloster och Gudmuntorp fördes till Höörs köping, från 1971 Höörs kommun, medan Hurva fördes till Eslövs stad, från 1971 Eslövs kommun.
Kommunkoden var 1254.

### Kyrklig tillhörighet
I kyrkligt hänseende tillhörde kommunen församlingarna Bosjökloster, Gudmuntorp och Hurva. Dessa församlingar gick samman 2002 att bilda Ringsjö församling.

## Geografi
Snogeröds landskommun omfattade den 1 januari 1952 en areal av 103,87 km², varav 79,58 km² land.

### Tätorter i kommunen 1960
| Tätort           | Folkmängd |
| ---------------- | --------- |
| Hurva            | 344       |
| Sätofta, del ava | 256       |

Tätortsgraden i kommunen var den 1 november 1960 23,3 procent.

## Politik

### Mandatfördelning i valen 1950-1966
| 12 | 13 | 7 | 3 |

| 31 |

| 12 | 2 | 10 | 7 | 4 |

| 31 |

| 10 | 2 | 13 | 5 | 5 |

| 30 | 5 |

| 12 | 13 | 6 | 4 |

| 29 | 6 |

| 11 | 13 | 6 | 5 |

| 28 | 7 |